# Microsoft Pinball Arcade
『Microsoft Pinball Arcade』（マイクロソフトピンボールアーケード）は、マイクロソフトから発売されたピンボール・ゲーム。Microsoft Family Package 2の収録ソフトウェアとして1998年10月23日に、単体パッケージとして同年11月13日に、それぞれ発売された。DirectX3以上がインストールされたWindows系OS（サービスパック3以上がインストールされたNT4.0を含む）上で動作する。2003年6月19日には、エレクトロニック・アーツより廉価版パッケージとして販売された。
ゴットリーブ社の以下の7種類のピンボールが収録されている。
- バッフル・ボール（1931年）
- ハンプティ・ダンプティ（1947年）
- ノック・アウト（1950年）
- スリック・チック（1963年）
- スピリット・オブ '76（1976年）
- ホーンテッド・ハウス（1982年）
- キューボール・ウィザード（1992年）

各台にはリプレイ点が設定されており、リプレイ点を超えることでクレジットが獲得できるが、クレジットはプレイヤーが任意に投入することもできるのであまり意味はない。ハイスコアは10位まで登録・保存が可能。フルインストールすればCD-ROM無しでプレイすることができるが、CD-ROMをセットしておくと、BGMのないドラム式ピンボールでCD音声によるBGMを付けることができる。
実機で手動でプランジャーにボールをセットするモデルのスリック・チックまでは、ゲームでも持ち球の範囲で複数ボールをプランジャー・シュートさせることができ、疑似マルチボールでプレイすることもできた。
米国ではサードパーティーよりゲームボーイカラー版も発売されたが、ハンプティ・ダンプティとキューボール・ウィザードが収録されていない。画面はトップビューでボールの動きに合わせて盤面がスクロール表示される。
米マイクロソフトの公式ホームページでは、ホーンテッド・ハウスが20万点まで遊べる試用版が2013年現在でもダウンロード可能である。